# Андерс, Гюнтер
Гюнтер Андерс (нем. Günther Anders; 12 июля 1902, Бреслау, под именем Гюнтер Штерн (нем. Günther Stern), Германская империя — 17 декабря 1992, Вена, Австрия) — австрийский писатель, философ немецко-еврейского происхождения, активный участник всемирного антиядерного и антивоенного движения.

## Биография
Сын основателей детской психологии Вильяма Штерна и Клары Штерн (урождённой Йозефи, 1877—1948), двоюродный брат Вальтера Беньямина. Учился в Берлине у Эдмунда Гуссерля и Мартина Хайдеггера (вместе с Хансом Йонасом и Ханной Арендт), Эрнста Кассирера и Пауля Тиллиха, был близок к Франкфуртской школе социальных исследований (Т. Адорно, Г. Маркузе, М. Хоркхаймер, Эрих Фромм и др.).
В 1929 году в Потсдаме познакомился с Ханной Аренд. Он поженились 26 сентября 1929 года, их брак продлился до 1937 года.
После прихода к власти нацистов эмигрировал сначала в Париж, а затем в 1936 году — в США. В 1950 году вернулся в Европу, поселился в Вене, получил австрийское гражданство.
Получил известность после публикации книги «Устарелость человека» (1956). Ездил в Хиросиму и Нагасаки в 1958 году, в Освенцим в 1966 году, после чего публиковал очерки о своих путешествиях в книгах «Человек на мосту» (1959) и «Надпись на стене» (1967). Вторая книга (с главой об Освенциме под названием «Экскурсия в Аид») — это дневник, который охватывает период с 1941 по 1966 год. Биографическая книга Андерса о Ханне Арендт была опубликована лишь в 2011 году (нем. Die Kirschenschlacht: Dialoge mit Hannah Arendt. München: Verlag C.H. Beck; фр. перевод — 2013).

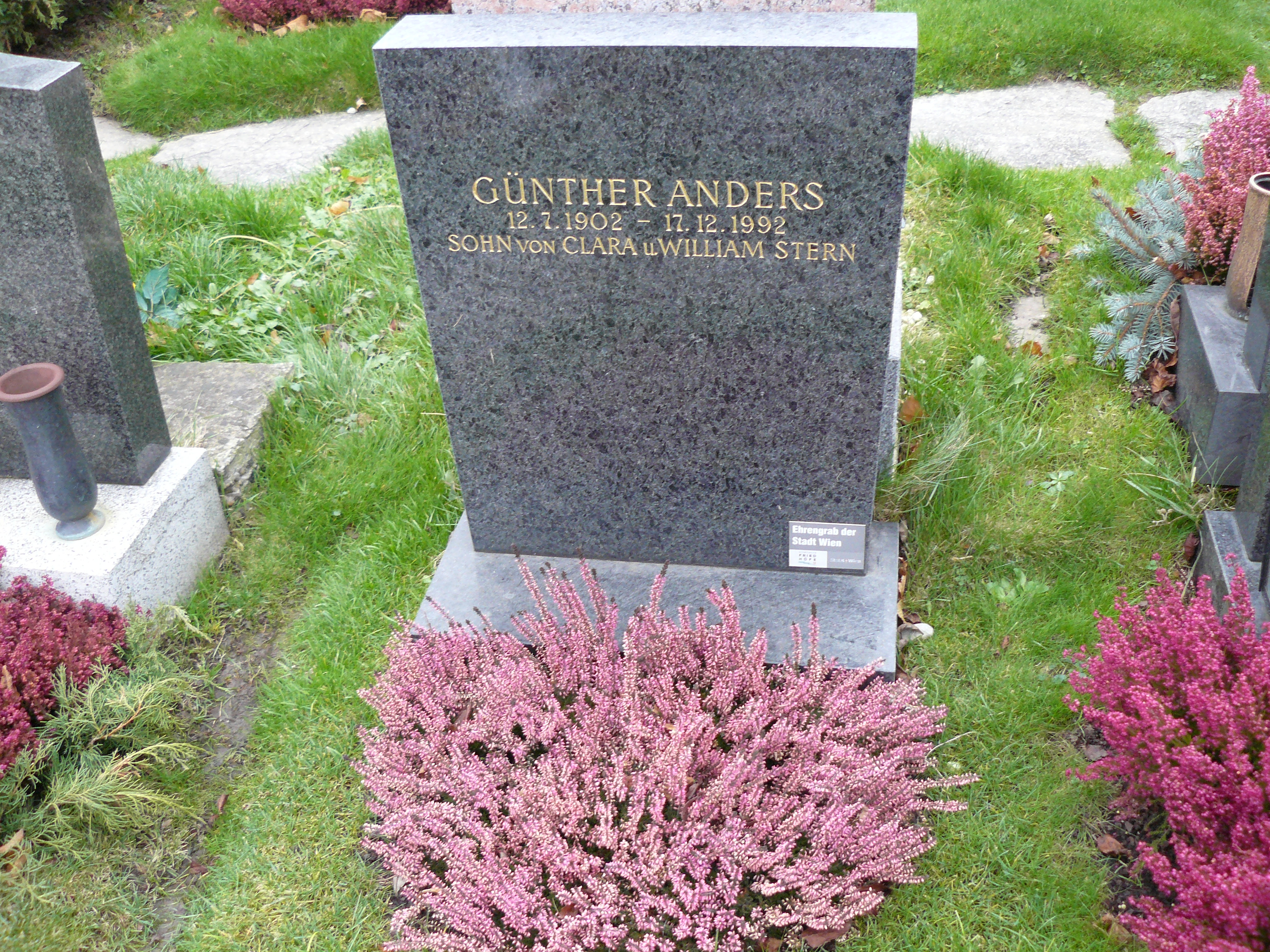
Могила

## Семья
Был трижды женат:
- 1929—1937: Ханна Арендт (1906—1975), философ.
- 1945—1955: Елизабет Фройндлих[нем.] (1906—2001), литератор.
- 1957—1992: Шарлотта Луис Зелка (Зелковиц)[англ.] (1930—2001), пианистка.

## Основные труды
- Устарелость человека (нем. Die Antiquiertheit des Menschen 1956 г.)
- Человек на мосту (1959 г.)
- Надпись на стене (нем. Die Schrift an der Wand 1967 г.)

Автор монографий о Родене, Кафке, Георге Гроссе, Брехте, Хайдеггере.

## Признание
- Премия Теодора Адорно (1983).
- Премия Зигмунда Фрейда за научную прозу (1992).